# Lista de governadores do Nebraska
Em política, governador do Nebraska é o título dado ao chefe do poder executivo do estado norte-americano do Nebraska. esta é uma lista de governadores do Nebraska:

## Liste de governadores doTerritório do Nebraska
| N.º | Nome                           | Início mandato          | Fim mandato             | Partido     |
| 1   | Francis Burt                   | 16 de outubro de 1854   | 18 de outubro de 1854   | Democrata   |
| 2   | Thomas B. Cuming (interino)    | 18 de outubro de 1854   | 23 de fevereiro de 1855 | Democrata   |
| 3   | Mark W. Izard                  | 23 de fevereiro de 1855 | 25 de outubro de 1857   | Democrata   |
| 4   | Thomas B. Cuming (interino)    | 25 de outubro de 1857   | 12 de janeiro de 1858   | Democrata   |
| 5   | William Richardson             | 12 de janeiro de 1858   | 5 de dezembro de 1858   | Democrata   |
| 6   | J. Sterling Morton (interino)  | 5 de dezembro de 1858   | 2 de maio de 1859       | Democrata   |
| 7   | Samuel W. Black                | 2 de maio de 1859       | 24 février 1861         | Democrata   |
| 8   | J. Sterling Morton (interino)  | 24 février 1861         | 6 mars 1861             | Democrata   |
| 9   | Algernon S. Paddock (interino) | 6 de março de 1861      | 15 de maio de 1861      | Republicano |
| 10  | Alvin Saunders                 | 15 de maio de 1861      | 1 de março de 1867      | Republicano |

## Lista de governadores do Nebraska
| N.º      | Nome                    | Início mandato | Fim mandato | Partido     |
| 1        | David Butler            | 1867           | 1871        | Republicano |
| Interino | William H. James        | 1871           | 1873        | Republicano |
| 2        | Robert Wilkinson Furnas | 1873           | 1875        | Republicano |
| 3        | Silas Garber            | 1875           | 1879        | Republicano |
| 4        | Albinus Nance           | 1879           | 1883        | Republicano |
| 5        | James W. Dawes          | 1883           | 1887        | Republicano |
| 6        | John Milton Thayer      | 1887           | 1892        | Republicano |
| 7        | James E. Boyd           | 1892           | 1893        | Democrata   |
| 8        | Lorenzo Crounse         | 1893           | 1895        | Republicano |
| 9        | Silas A. Holcomb        | 1895           | 1899        | Fusão       |
| 10       | William A. Poynter      | 1899           | 1901        | Fusão       |
| 11       | Charles Henry Dietrich  | 1901           | 1901        | Republicano |
| 12       | Ezra P. Savage          | 1901           | 1903        | Republicano |
| 13       | John H. Mickey          | 1903           | 1907        | Republicano |
| 14       | George L. Sheldon       | 1907           | 1909        | Republicano |
| 15       | Ashton C. Shallenberger | 1909           | 1911        | Democrata   |
| 16       | Chester H. Aldrich      | 1911           | 1913        | Republicano |
| 17       | John H. Morehead        | 1913           | 1917        | Democrata   |
| 18       | Keith Neville           | 1917           | 1919        | Democrata   |
| 19       | Samuel R. McKelvie      | 1919           | 1923        | Republicano |
| 20       | Charles W. Bryan        | 1923           | 1925        | Democrata   |
| 21       | Adam McMullen           | 1925           | 1929        | Republicano |
| 22       | Arthur J. Weaver        | 1929           | 1931        | Republicano |
| 23       | Charles W. Bryan        | 1931           | 1935        | Democrata   |
| 24       | Robert Leroy Cochran    | 1935           | 1941        | Democrata   |
| 25       | Dwight Griswold         | 1941           | 1947        | Republicano |
| 26       | Val Peterson            | 1947           | 1953        | Republicano |
| 27       | Robert B. Crosby        | 1953           | 1955        | Republicano |
| 28       | Victor Emanuel Anderson | 1955           | 1959        | Republicano |
| 29       | Ralph G. Brooks         | 1959           | 1960        | Democrata   |
| 30       | Dwight W. Burney        | 1960           | 1961        | Republicano |
| 31       | Frank B. Morrison       | 1961           | 1967        | Democrata   |
| 32       | Norbert T. Tiemann      | 1967           | 1971        | Republicano |
| 33       | J. James Exon           | 1971           | 1979        | Democrata   |
| 34       | Charles Thone           | 1979           | 1983        | Republicano |
| 35       | J. Robert Kerrey        | 1983           | 1987        | Democrata   |
| 36       | Kay A. Orr              | 1987           | 1991        | Republicano |
| 37       | E. Benjamin Nelson      | 1991           | 1999        | Democrata   |
| 38       | Mike Johanns            | 1999           | 2005        | Republicano |
| 39       | Dave Heineman           | 2005           | 2015        | Republicano |
| 40       | Pete Ricketts           | 2015           | 2023        | Republicano |
| 41       | Jim Pillen              | 2023           | presente    | Republicano |